# المدرسة الفرنسية الدولية في دبي
المدرسة الفرنسية الدولية في دبي هي مدرسة فرنسية خاصة تقع في دبي، الإمارات.
تخدم المدرسة المستويات التمهيدية حتى الثانوية. وهي واحدة من خمس مدارس تديرها الجمعية الفرنسية اللبنانية للتعليم والثقافة (AFLEC).
افتتحت المدرسة في عام 2002. واعتبارًا من عام 2016، كان 43% من الطلاب فرنسيين، و15% لبنانيين، و42% من جنسيات أخرى.

## روابط خارجية
- Lycée Français International de Dubaï (بالفرنسية)